# NK Varaždin (1931–2015)
Az NK Varaždin egy megszűnt horvát labdarúgócsapat Varasd városában. 

## Történelem
A klubot 1931. június 3-án alapították NK Slavija néven, ami 1941-ig volt használatban. A II. világháború alatt ideiglenesen megszűnt és NK Tekstilac néven alakult újra 1945-ben. A Varteks nevet 1958-ban vették fel és használták egészen 2010. június 21-ig, amikor Varaždin-ra keresztelték.
1938-ban szerepeltek először az akkori Jugoszláv Királyság első osztályú bajnokságában. A szocialista Jugoszláviában 1961-ben érték el a legjobb eredményüket, amikor bejutottak a jugoszláv kupa döntőjébe, de ott vereséget szenvedtek a macedón FK Vardar ellen.
A Varaždin 1991-ben a frissen alakult horvát labdarúgó-bajnokság alapítócsapata volt. Történetük során egyetlen bajnoki címet sem nyertek, de gyakran végeztek az élmezőnyben és 6 horvát kupadöntőt is játszottak, de ezek közül egyet sem tudtak megnyerni. A kupagyőztesek Európa-kupájának utolsó kupagyőztesek Európa-kupájának utolsó 1998–99-es idényében bejutottak a negyeddöntőbe, ahol a későbbi döntős RCD Mallorca|1998–99-es idényében bejutottak a negyeddöntőbe, ahol a későbbi döntős RCD Mallorca ellen maradtak alul összesítésben 3–1 arányban. A következő nagyobb sikerük az volt, amikor az Aston Villát búcsúztatták idegenben rúgott góllal az UEFA-kupából 2001-ben. 
Súlyos pénzügyi nehézségek miatt a csődbe mentek, ami azt eredményezte, hogy a Horvát labdarúgó-szövetség felfüggesztette a klub működését. A 2011–12-es szezonban a felfüggesztés miatt két mérkőzést nem tudtak lejátszani, ezért kizárásra kerültek és visszasorolták őket a legalacsonyabb hetedosztályba. 2013. augusztusában a felfüggesztést enyhítették és a harmadosztályban indulhattak.
2015-ben a klub végleg csődbe ment.

## Sikerek
- Horvát kupadöntő (5): 1995–96, 1997–98, 2001–02, 2003–04, 2005–06, 2010–11
- Jugoszláv kupadöntő (1): 1960–61

## Külső hivatkozások
- NK Varaždin. soccerway.com
- NK Varaždin. UEFA.com
- NK Varaždin. transfermarkt.com